# تجديد معماري

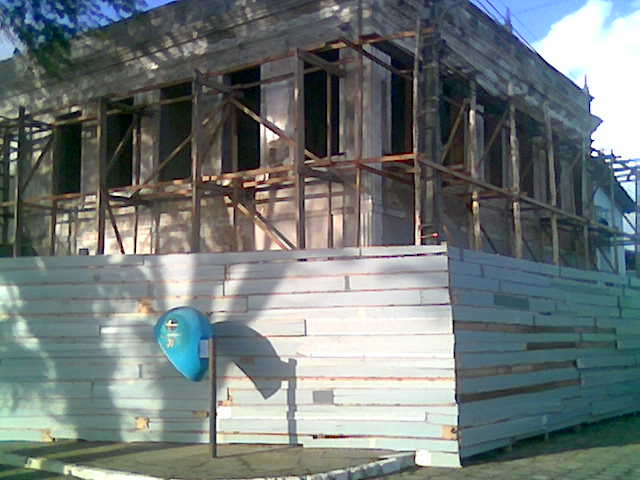
مبنى قديم لبلدية ألكوباكا، باهيا، البرازيل أثناء التجديد.

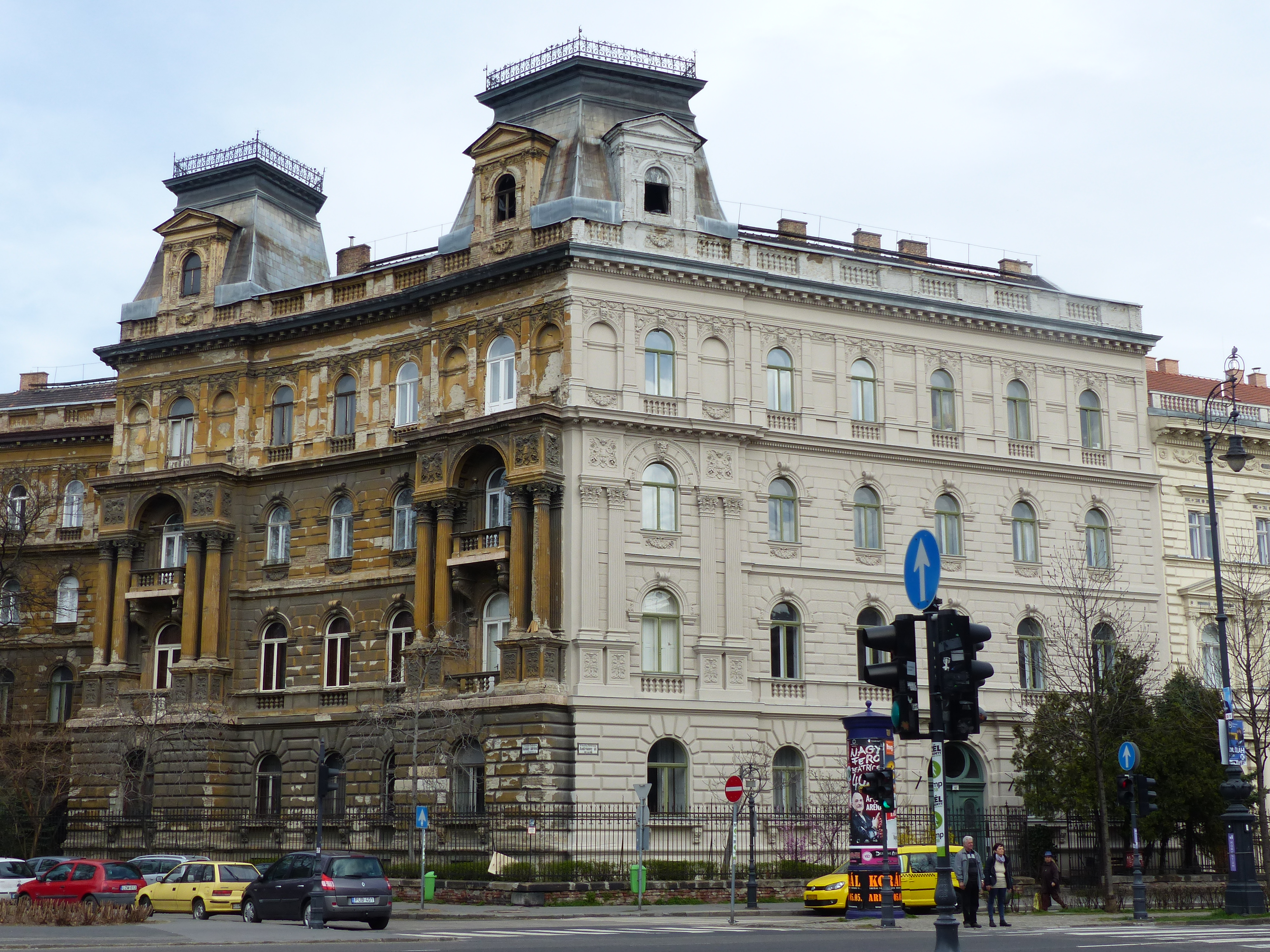
مبنى في بودابست، بلغاريا أثناء التجديد.

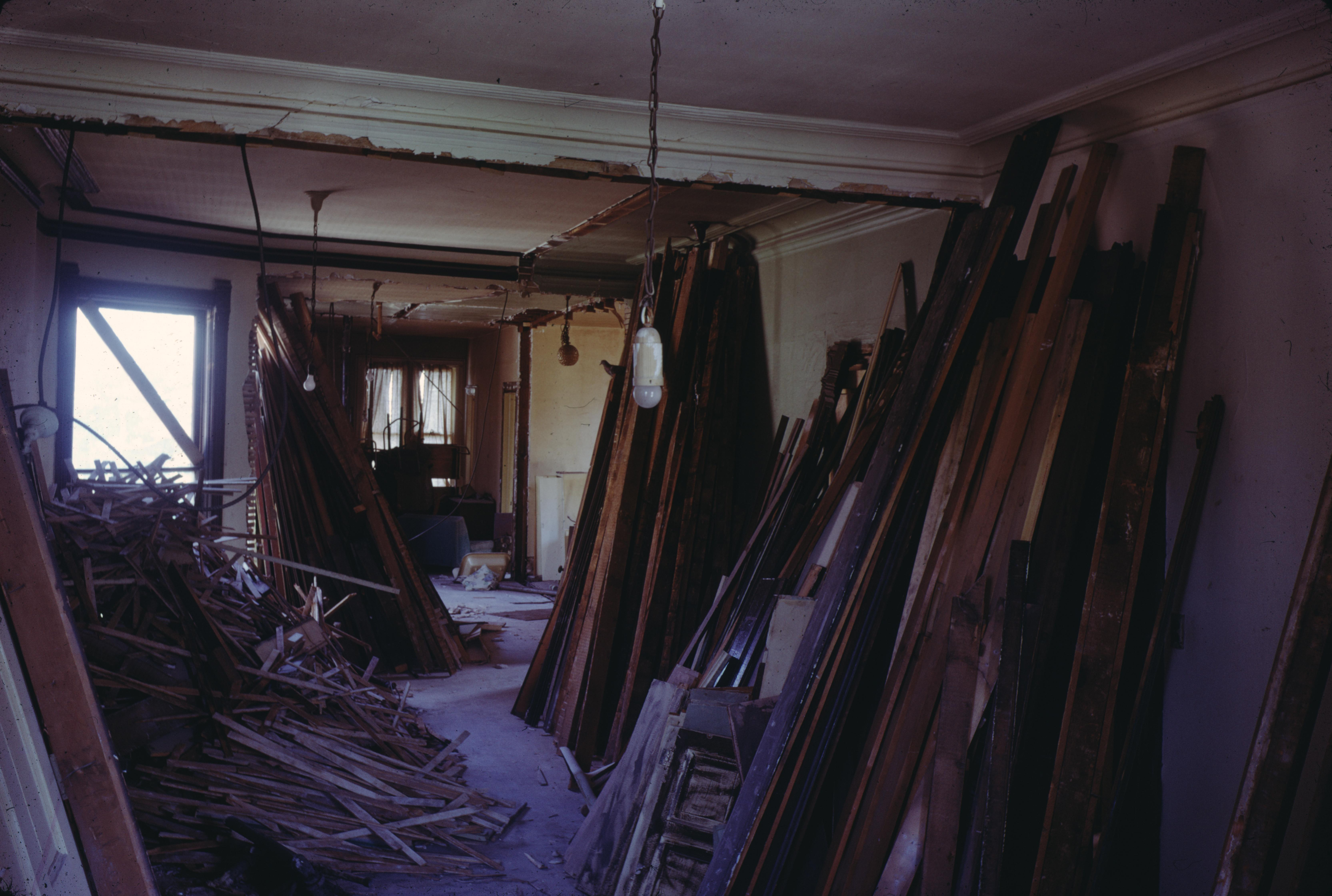
مبنى فيكتوري في لندن أثناء التجديد الداخلي (1971).

التجديد المعماري هي عملية تحسين بناء مُتصدِّع أو مُتضرِّر أو قديم، حيث غالبًا ما يكون البناء تجاريًا أو سكنيًا. يمكن أن يشير التجديد بالإضافة إلى ذلك إلى صنع شيء جديد، أو إعادة شيء ما إلى الحياة، كما يُستخدم في السياقات الاجتماعيّة.
يوجد خلط كبير بين التجديد وكل من الترميم، وإعادة النمذجة، سواءً من حيث التكلفة أو القيمة المُضافة أو التأثير على البيئة. من جهة أخرى، يوجد خلط بين التجديد وكل من إعادة الاستخدام المتكيف، الواجهاتيّة، وإعادة البناء، حيث يتم في بعض الأحيان تجديد المباني إلى درجة يتم فيها الحفاظ على الغلاف الخارجي فقط، مع استخدام المبنى لأغراض أخرى غير تلك التي كانت مُخصَّصة له أصلاً. بينما يعادل هذا الإجراء الواجهاتية، فإن الفرق يكمن بينهما بالاحتفاظ بهياكل السقف أو الأرضيّات، والحفاظ على ارتباط موثوق به بالمبنى الأصلي.

## الأسباب
يقوم الكثير من الناس بتجديد المنازل لخلق مظهر جديد لمنازلهم، أو لأنها تساعد على إقامة شخص جديد في تلك المنازل. كما أنه غالبًا ما يقوم البناؤون والمهندسون بتجديد المنازل لأنها مصدر دخل ثابت. ويمكن تقسيم عملية التجديد عادةً إلى عدة عمليات: التخطيط، الهندسة، الصيانة الهيكليّة، إعادة البناء، والتشطيبات.

## وصلات خارجية
- الاختلافات بين التجديد والترميم وإعادة النمذجة، Design Blendz (بالإنجليزية)
- مفهوم إعادة الاستخدام للمباني الأثرية